# Rivière Corbin
Der Rivière Corbin ist ein 88 km langer rechter Nebenfluss des Rivière Roggan in der MRC Jamésie in der Verwaltungsregion Nord-du-Québec der kanadischen Provinz Québec.

## Flusslauf
Der Rivière Corbin bildet den Abfluss des 147 m hoch gelegenen Sees Lac Julian. Der Fluss fließt in überwiegend westlicher Richtung durch die Tundralandschaft des Kanadischen Schilds. Entlang seinem Flusslauf liegt der See Lac Natwakami. Der Rivière Corbin trifft schließlich knapp 30 km von der Hudson Bay entfernt auf den Rivière Roggan. Das Einzugsgebiet des Rivière Corbin grenzt im Norden an das des Rivière Anistuwach sowie im Süden an das des oberen Rivière Roggan.